# Cantonul Le Lude
Cantonul Le Lude este un canton din arondismentul La Flèche, departamentul Sarthe, regiunea Pays de la Loire, Franța.

## Comune
| Comune                | Populație (1999) | Cod poștal | Cod INSEE |
| --------------------- | ---------------- | ---------- | --------- |
| La Bruère-sur-Loir    | ...              | 72500      | 72049     |
| La Chapelle-aux-Choux | ...              | 72800      | 72060     |
| Chenu                 | ...              | 72500      | 72077     |
| Dissé-sous-le-Lude    | ...              | 72800      | 72117     |
| Luché-Pringé          | ...              | 72800      | 72175     |
| Le Lude               | ...              | 72800      | 72176     |
| Saint-Germain-d'Arcé  | ...              | 72800      | 72283     |
| Savigné-sous-le-Lude  | ...              | 72800      | 72330     |
| Thorée-les-Pins       | ...              | 72800      | 72357     |